# 맨 아이 트러스트
맨 아이 트러스트(Men I Trust)는 캐나다 퀘벡주 몬트리올에서 2014년 결성된 인디 밴드로 엠마뉴엘 프룰(Emmanuelle Proulx, 리드 보컬, 기타), 제시 카론(Jessy Caron, 기타, 베이스)과 드라고스 치리악(Dragos Chiriac, 키보드)으로 구성되어 있다. 이들은 모든 음악을 자체적으로 발매하고 있으며 CD는 캐나다의 인디 레이블 리턴 투 아날로그를 통해 유통하고 있다. 맨 아이 트러스트는 현재 네 장의 정규 앨범, <Men I Trust>(2014년), <Headroom>(2015년), <Oncle Jazz>(2019년), <Untourable Album>(2021년)을 독립적으로 발매했고 EP 버전의 <Men I Trust>(2017년)과 <Tailwhip>(2018년)는 CD로 발매되었다.

## 역사

### 2014-2017년: <Men I Trust>, <Headroom>과 EP
맨 아이 트러스트는 2014년 고등학교 때 친구였던 제시 카론과 드라고스 치리악이 라발 대학교의 음악 학과에서 다시 만나게 되면서 시작되었다. 둘은 2014년 데뷔 앨범 <Men I Trust>를 내고 몬트리올 재즈 페스티벌, 퀘벡 시티 섬머 페스티벌, M 포 몬트리올 등에 참여했다.
그리고 2015년에 두 번째 정규 앨범 <Headroom>을 발매한다. 여기에는 고스틀리 키시스와 엠마뉴엘 프룰 등 다수의 보컬들이 참여했고 이후 2016년 3월 엠마뉴엘이 리드 보컬과 기타를 담당하며 정식 멤버가 된다. 이 시기에 오딜 마메-로슈포르도 보컬로 합류했다.
2016년 3월에 "Humming Man"을, 6월에 "Lauren" 두 곡을 발표하고 10-11월에 중국으로 투어를 떠나 심천, 베이징, 상하이에서 공연을 했다. 이후 마메-로슈포르는 드 라 레인이란 밴드로 떠났다. 12월에는 싱글 "Plain View"를 중국투어 영상을 담은 뮤직 비디오와 함께 발표했다.

### 2017-2021년: <Oncle Jazz>와 <Forever Live Sessions>
2017년 5월, 맨 아이 트러스트는 싱글 "You Deserve This"를 발표했고 루마니아 부쿠레슈티에서 촬영한 뮤직 비디오도 함께 출시했다. 이어 8월에 "Tailwhip"을, 11월에 "I Hope to Be Around", 2018년 2월에 "Show Me How" 싱글들을 냈고 북미 투어를 가졌다. 2019년 4월에는 코첼라 밸리 뮤직 앤드 아츠 페스티벌에, 8월에는 롤라팔루자에서 공연했다.
2019년 9월 세 번째 정규 앨범 <Oncle Jazz>를 발매했다. 여기에는 이전 앨범 이후 출시되었던 12개의 싱글들 중 8개를 재작업하여 넣었다.
빌보드의 닉 풀톤과의 인터뷰에서 이 앨범의 사운드에 대해 퀘벡주 시골의 푸르고 외딴 환경이 큰 영향을 끼쳤다고 했다. "그곳은 우리로 정말 창의적인 분위기로 이끌었고 더 집중할 수 있게 해주었다. 집 밖에는 걷거나 음악에 대한 생각을 하는 것 외에 아무 것도 할 것이 없었다"고 프룰은 말했다.
2020년 맨 아이 트러스트는 처음으로 라이브 앨범 <Forever Live Sessions>를 발매했다. 여기에는 <Oncle Jazz> 앨범 외에 다른 곡들도 포함되었다. 2021년 6월에는 NPR (미국 방송사)의 타이니 데스크 콘서트에 출연했다.

### 2021년-현재: <Untourable Album>
맨 아이 트러스트의 네 번재 정규 앨범 <Untourable Album>이 2021년 8월에 발매되었고 9-11월에 걸쳐 북미 투어를 벌였고 이듬해인 2022년 5-8월까지 유럽 투어를 했다.
2022년 6월에 "Hard to Let Go" 싱글을 냈고 9월에는 싱글 "Billie Topy", 10월에는 싱글 "Girl"이 이어서 나왔다. 11월에는 지미 팰런의 투나잇쇼에서 "Show Me"를 불렀다. 그리고 2023년 3-4월에 걸쳐 아시아와 오세아니아, 7월에 유럽, 10-11월 미국 투어를 벌였다.

## 음악 스타일
NPR (미국 방송사)은 맨 아이 트러스트를 일렉트로팝 밴드로, 아워 컬쳐 매거진은 인디로, 온라인 음악 잡지인 페이더는 드림 팝으로 분류한다. 밴드 스스로는 자신들의 음악을 '인디의 요소가 담긴 드림 팝'으로 묘사하며 여기에 '최면적 멜로디와 매혹적 보컬이 혼합되며 장르를 초월한 그들만의 음악적 공간을 창조했다'라고 평가된다.

## 밴드 멤버

### 현 멤버
- 제시 카론 (Jessy Caron) – 베이스, 기타 (2014년-현재)[29]
- 드라고스 치리악 (Dragos Chiriac) – 키보드 (2014년-현재)
- 엠마뉴엘 "엠마" 프룰 (Emmanuelle "Emma" Proulx) – 보컬, 기타 (2016년-현재)

### 현 투어 멤버
- 에릭 메일렛 (Eric Maillet) – 드럼 (2019년-현재)
- 알렉시스 (Alexis) – 베이스 (2018년, 2022년-현재)[30]

### 이전 멤버
- 오딜 마메-로슈포르 (Odile Marmet-Rochefort) – 보컬

### 이전 투어 멤버
- 세드릭 마르텔 (Cédric Martel) – 베이스 (2019–2021년)
- 마티유 (Mathieu) – 드럼

## 앨범

### 정규 앨범
- <Men I Trust> (2014년)
- <Headroom> (2015년)
- <Oncle Jazz> (2019년)
- <Untourable Album> (2021년)

### 라이브 앨범
- <Forever Live Sessions> (2020년)

### EP
- <Men I Trust> (2017년)
- <Tailwhip> (2017년)